# Wilhelminamonument (Schalkhaar)

Het Wilhelminamonument in Schalkhaar is een gedenkteken aan de regeerperiode van koningin Wilhelmina dat bij haar aftreden in 1948 door de bevolking van Schalkhaar is aangeboden.

## Vorm
Het monument bestaat uit een driearmige lantaarn van siersmeedwerk, bekroond met het een gestileerd wapen van de toenmalige gemeente Diepenveen op een bakstenen sokkel. In de sokkel is een gedenkplaat opgenomen met de tekst:
Ter herinnering
aan de zegenrijke regering
van Hare Majesteit
Koningin Wilhelmina
1898 - 1948

## Onthulling
Om te vieren dat Koningin Wilhelmina 50 jaar staatshoofd was, kwam de gemeenteraad van Diepenveen op 1 september 1948 bij elkaar in het gemeentehuis van Diepenveen, dat aan de Wilhelminalaan in Schalkhaar stond. De burgemeester hield een lofrede en de gemeenteraad verzond een gelukstelegram aan de koningin. "Ter stoffelijke uiting" kreeg het monument een plaats aan de voorkant van het gemeentehuis. Op deze plaats legde de toenmalige burgemeester van Diepenveen, Samuel Crommelin, een krans na het overlijden van Koningin Wilhelmina in 1962.

## Verplaatsingen
Om meer ruimte te maken voor het verkeer is het naderhand verplaatst naar de Pastoorsdijk. Bij de herinrichting van het dorpscentrum was het eerst de bedoeling het monument te handhaven, maar in 1998 moest het ten slotte toch verdwijnen om voldoende fietsen bij een hier gelegen supermarkt te kunnen stallen. Omdat een betrokkene bij de verwijdering het jammer vond dat het monument verloren zou gaan, heeft hij het voor 250 gulden gekocht en zijn tuin zo ingericht dat het monument hier een passende plaats kon krijgen. Aangezien de bevolking hierover niet gehoord was, rezen er bezwaren tegen deze gang van zaken, die uiteindelijk leidden tot een herplaatsing van het monument op het plein waar toen de openbare bibliotheek gevestigd was. Hier werd het 29 mei 2005 onthuld. Bij de verwijdering zijn de originele sokkel en gedenkplaat verloren gegaan. De nieuwe gedenkplaat vermeldt in kleine letters: opnieuw geplaatst 2005.